# Dorfkirche Dedelow

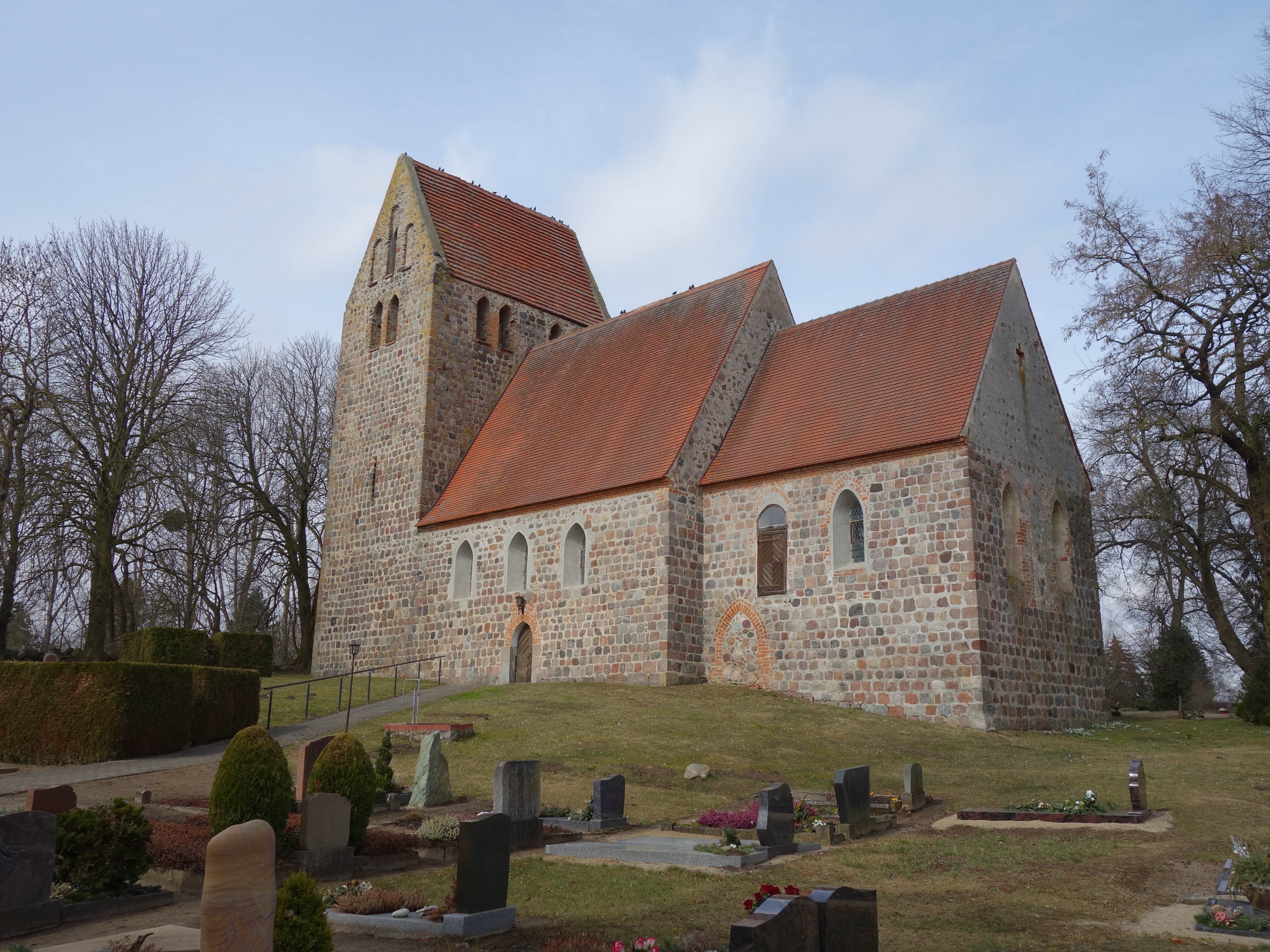
Dorfkirche Dedelow

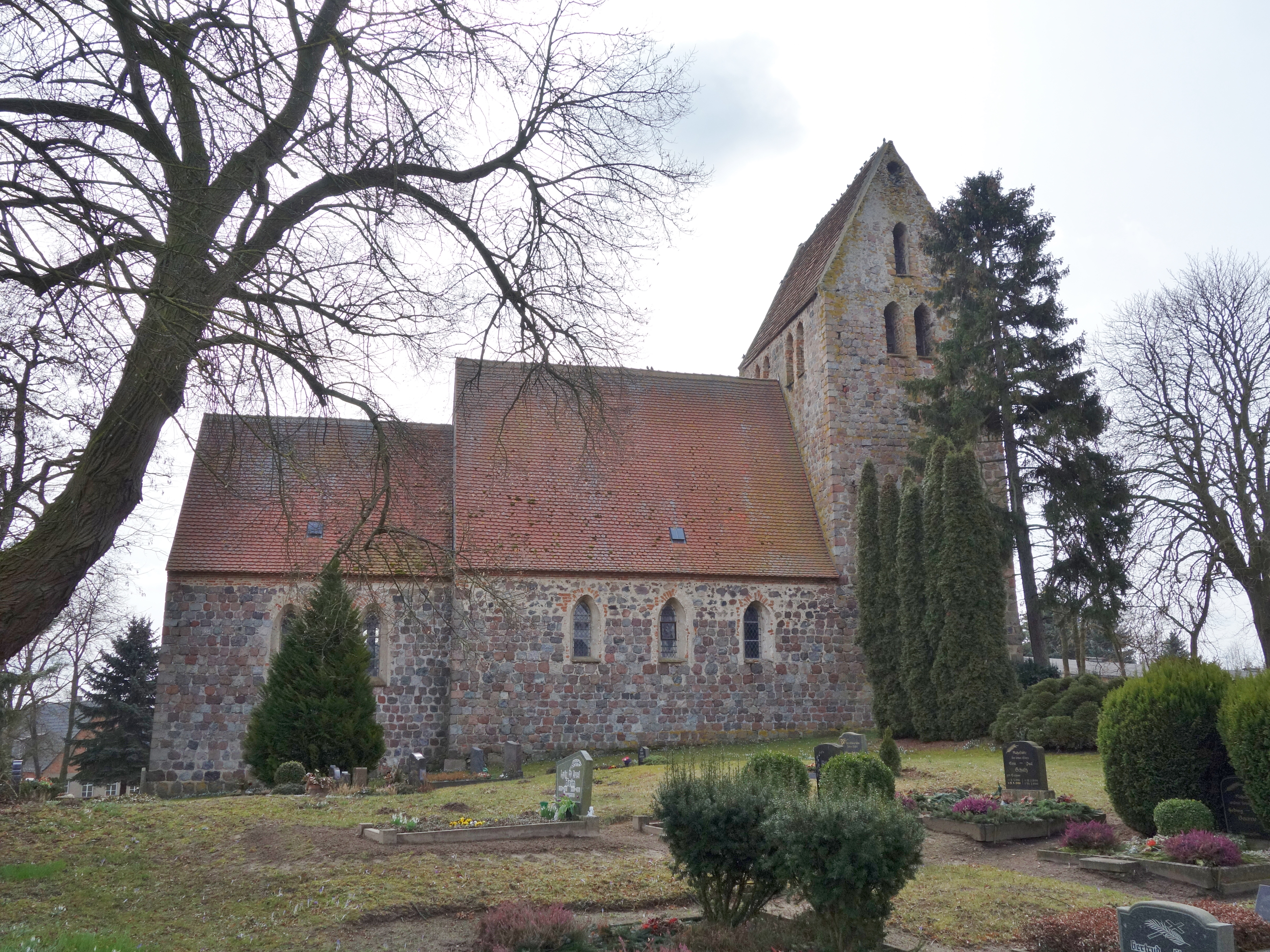
Nordansicht

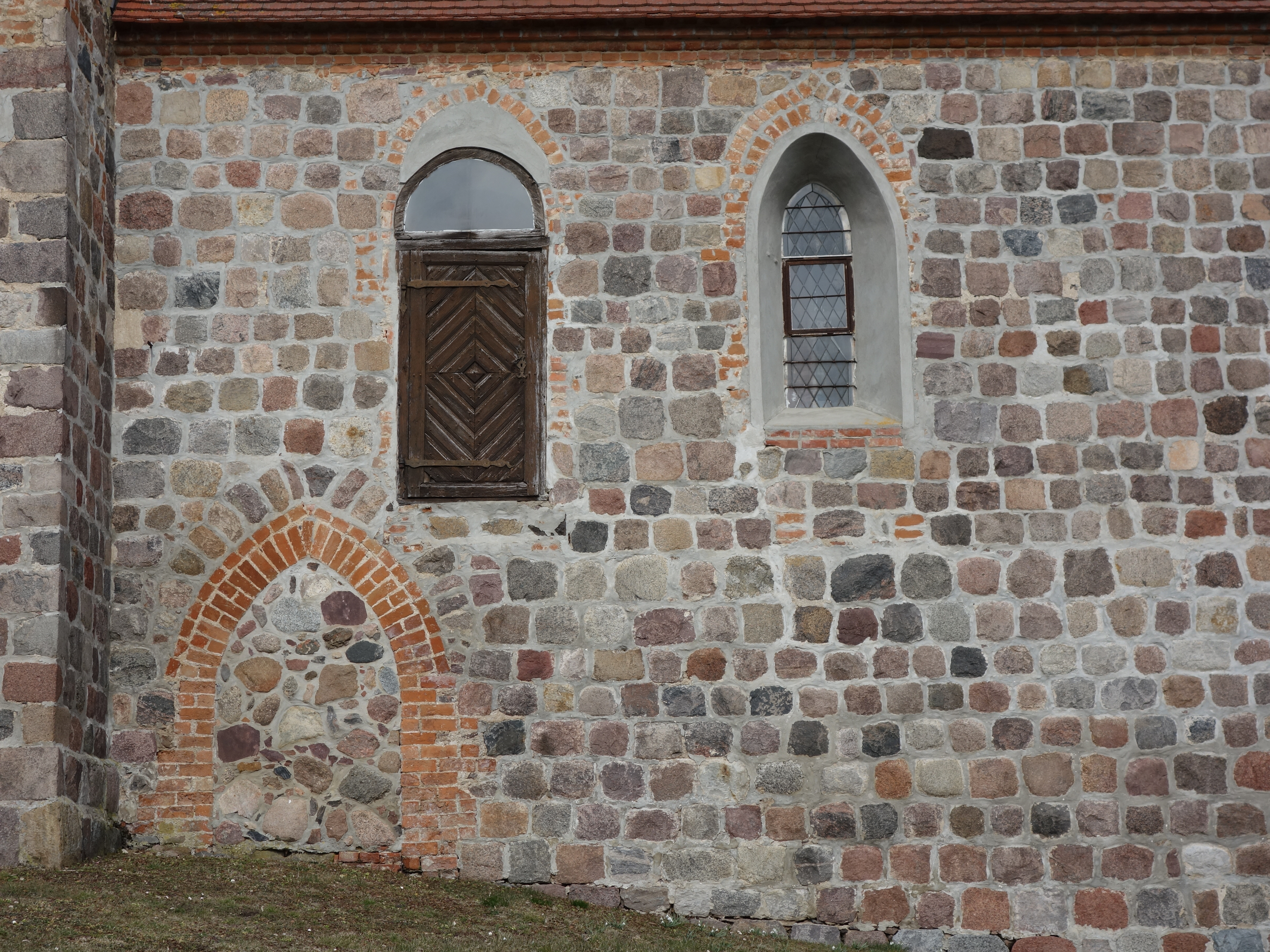
Vermauertes Chorportal

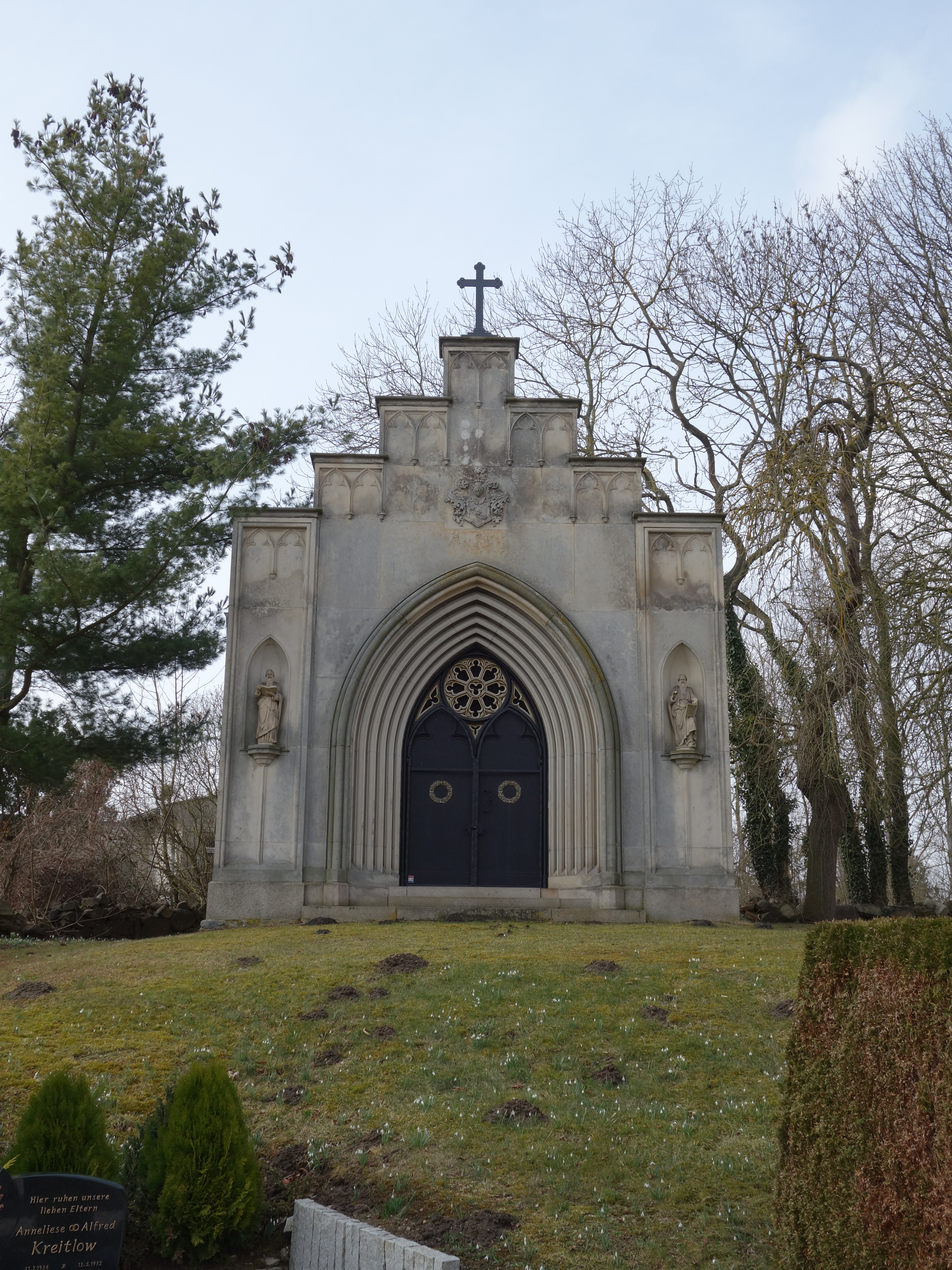
Mausoleum

Die evangelische Dorfkirche Dedelow ist eine frühgotische Feldsteinkirche im Ortsteil Dedelow von Prenzlau im Landkreis Uckermark in Brandenburg. Sie gehört zur Kirchengemeinde Schönwerder im Kirchenkreis Uckermark der Evangelischen Kirche Berlin-Brandenburg-schlesische Oberlausitz und kann nach Anmeldung besichtigt werden.

## Geschichte und Architektur
Die Kirche ist ein stattlicher rechteckiger Feldsteinbau mit eingezogenem Rechteckchor und einem querrechteckigen Westturm, der durch ein Satteldach zwischen Giebeln abgeschlossen ist. Sie stammt aus der 2. Hälfte des 13. Jahrhunderts. Die Staffelung der Gebäudeteile wird durch die Lage auf einer Anhöhe wirkungsvoll unterstrichen. Die Fenster und Portale sind spitzbogig mit zum Teil in Backstein erneuerten Bögen, die Fenster wurden wohl verbreitert; im Osten gab es ehemals eine Dreifenstergruppe, deren Mittelfenster jetzt vermauert ist. Im Turm sind paarige spitzbogige Schallöffnungen, in den Giebeln gestaffelte Dreierblenden angeordnet.
Das Innere ist durch Balkendecken und einen spitzbogigen Triumphbogen auf starken Vorlagen geprägt; die Spitzbogenöffnung zum Turm ist vermauert. An der Chornordwand wurden 1963 Reste von Unterzeichnungen spätgotischer Wandmalerei freigelegt. In der Ostwand befindet sich eine Sakramentsnische mit eisenbeschlagener Tür.

## Ausstattung
Das Raumbild wird durch die geschlossene Ausstattung des 17. und 18. Jahrhunderts bestimmt. Hauptstück ist ein hölzerner Renaissance-Altaraufsatz vom Anfang des 17. Jahrhunderts; im Hauptgeschoss wurde ein spätgotischer Schnitzaltar vom Anfang des 16. Jahrhunderts wiederverwendet:
Der Schrein zeigt Skulpturen der Mondsichelmadonna, Johannes des Täufers und des heiligen Sebastian, gerahmt von starken Säulen, die ein hohes Gebälk tragen; in den Flügeln sind je vier Heilige angeordnet. In der Predella findet sich ein Abendmahlsrelief, in der bekrönenden Kartusche mit Rollwerkrahmen eine Gottvaterbüste, seitlich Engel, zuoberst der Auferstandene.
Die hölzerne Kanzel, aus dem ersten Viertel des 17. Jahrhunderts wurde in den 1960er Jahren vom Chor an die Ostseite des Schiffes versetzt; in den Korbfeldern sind kolorierte Holzschnitte angeordnet. Die achteckige hölzerne Taufe in Kelchform ist mit Spätrenaissance-Ornament an der Kuppa bemalt und stammt aus dem Jahr 1690. Im Chor befindet sich Pastoren- und Patronatsgestühl aus der zweiten Hälfte des 17. Jahrhunderts, das in den 1960er Jahren eingekürzt wurde und mit vergittertem Oberteil und künstlerisch wertvollen emblematischen Darstellungen in den Brüstungsfeldern nach Vorlagen D. Cramers ähnlich wie in der Dorfkirche Kunow versehen ist. Im Süden steht ein verglaster Logeneinbau von 1746 mit korinthischer Pilastergliederung.
Die Westempore ist mit Bildern Christi und der Apostel in Doppelblendarkaden zwischen kannelierten Pilastern aus der zweiten Hälfte des 17. Jahrhunderts versehen. Die Südempore zeigt einen Bilderzyklus mit Szenen aus Leben und Passion Christi in Einzelblenden zwischen Pilastern aus der ersten Hälfte des 18. Jahrhunderts. Das Gemeindegestühl ist mit rhythmisierter Blendarkadengliederung aus der zweiten Hälfte des 17. Jahrhunderts ausgestattet.
Zwei Schnitzfiguren stellen die Madonna und den Schmerzensmann dar und stammen vom Anfang des 16. Jahrhunderts. Ein Gemälde mit Kreuzigungsdarstellung wurde im 18. Jahrhundert geschaffen. Zwei eisenbeschlagene Truhen sind aus dem 18. Jahrhundert und aus der Zeit um 1800 erhalten. Drei Bronzeleuchter wurden 1661 gefertigt. Im Turmraum ist eine Grabwange mit Inschrift und zwei Reliefs des 18. Jahrhunderts sowie drei Wappentafeln aus dem 18. und 19. Jahrhundert und ein gemalter Stammbaum der Familie von Klützow von 1854 zu finden. Die Orgel ist ein Werk der Firma Lang aus dem Jahr 1870 mit zehn Registern auf zwei Manualen und Pedal. Zwei Glocken aus der Zeit um 1400 beziehungsweise um 1500 sind erhalten.

## Mausoleum
Auf dem Kirchhof befindet sich ein verputzter rechteckiger Gruftbau in neugotischen Formen, der im Jahr 1852 nach Plänen Schinkels von Christian Gottlieb Cantian ausgeführt wurde. Die Front zeigt einen Stufengiebel, ein tiefes Spitzbogenportal und seitliche Skulpturennischen, das Innere wird durch ein Schirmgewölbe auf Birnstabrippen abgeschlossen.